# اوفريدن لمريجة (لمريجة)
اوفريدن لمريجة هي إحدى مشيخات المملكة المغربية، تتبع جغرافيا لإقليم جرسيف وإداريًا للمريجة. يقدر عدد سكانها بـ 1948 نسمة حسب الإحصاء الرسمي للسكان والسكنى لسنة 2004.